# 柏勒洛丰号战列舰
柏勒洛丰号战列舰（HMS Bellerophon）是柏勒洛丰级战列舰的首舰，1909年2月20日于朴茨茅斯海军船厂竣工，1921年11月拆解出售。柏勒洛丰号的主炮布局与无畏号相同，但强化了副炮以击退排水量日益增加的雷击舰。在前后弹药库之间的重要部位首次加装了用于防御鱼雷的纵向隔壁。桅杆为三角式桅杆，前桅安装在1号烟囱前方，后桅安装在2号烟囱前方。第一次世界大战期间该舰隶属英国皇家海军大舰队，曾编入第四战列舰分舰队跟随旗舰铁公爵号作战参加了日德兰海战。战后曾担任炮术训练舰。
| 常备排水量 | 18800吨                                                             |
| 全长       | 160.3米                                                             |
| 宽         | 25.2米                                                              |
| 吃水       | 8.3米                                                               |
| 主机/轴数  | 帕森斯式直接传动蒸汽轮机2组，4轴                                    |
| 锅炉       | B&W混燃水管锅炉                                                     |
| 功率       | 23000马力                                                           |
| 航速       | 20.75节                                                             |
| 续航       | 15节时5720海里                                                      |
| 武备       | 12英寸45倍径双联装炮5座，4英寸50倍径单装炮16门，18英寸鱼雷发射管3具 |
| 装甲       | 侧舷10英寸，甲板4英寸，炮座9英寸，炮塔前部11英寸，司令塔11英寸      |
| 舰员       | 773人                                                               |